# Grateloup-Saint-Gayrand
Grateloup-Saint-Gayrand – miejscowość i gmina we Francji, w regionie Nowa Akwitania, w departamencie Lot i Garonna.
Według danych na rok 1990 gminę zamieszkiwały 452 osoby, a gęstość zaludnienia wynosiła 22 osób/km² (wśród 2290 gmin Akwitanii Grateloup-Saint-Gayrand plasuje się na 749. miejscu pod względem liczby ludności, natomiast pod względem powierzchni na miejscu 510.).